# Gilberto Hernández (Schachspieler)
Gilberto Eduardo Hernández Guerrero (* 4. Februar 1970 in Ébano, San Luis Potosí) ist ein mexikanischer Schachspieler und -trainer.

## Leben

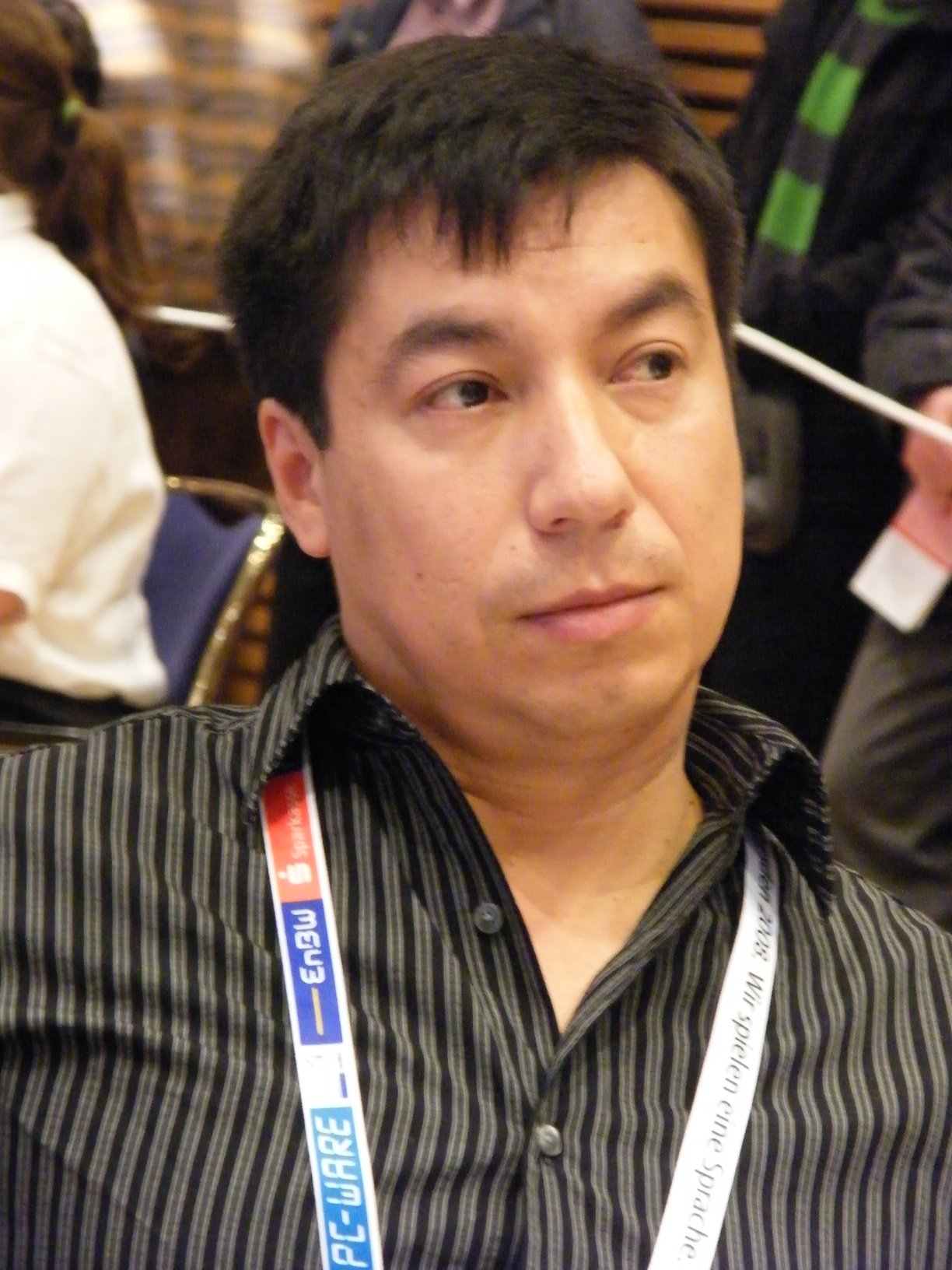
Gilberto Hernández bei der Schacholympiade 2008 in Dresden

Hernández lernte im Alter von fünf Jahren Schachspielen und begann mit acht Jahren an regionalen Turnieren teilzunehmen. Obwohl er keinen Trainer hatte, wurde der dreimalige mexikanische Einzelmeister mit 19 Jahren Internationaler Meister und mit 25 Jahren 1995 Großmeister (als dritter Großmeister Mexikos). Sein älterer Bruder Eduardo (* 1968) trägt den Titel FIDE-Meister.
1981 belegte er den dritten Platz bei der U14-Weltmeisterschaft in Xalapa. 1986 wurde er panamerikanischer Kadettenmeister (U16) in Puerto Rico. Hernández gewann in den 1990er- und 2000er-Jahren viele Turniere in Frankreich, Spanien, den U.S.A. und Mexiko. Er nahm zwischen 1986 und 2014 zehnmal für Mexiko an der Schacholympiade teil mit einem Ergebnis von +33 =46 −19, ebenso an der panamerikanischen Mannschaftsmeisterschaft 1991. In den Saisons 2003/04 und 2004/05 spielte er in Frankreich für Évry Grand Roque, in der spanischen Mannschaftsmeisterschaft spielte er 1999 für CA Alzira-Hilaturas Presencia und 2002 für CA Valencia-Grupo Bali.
Als Trainer sekundierte er 2001 Viswanathan Anand und 2002 Francisco Vallejo Pons beim Turnier in Linares. 
Er ist verheiratet mit der argentinischen Frauengroßmeisterin (WGM) Claudia Amura und hat vier Kinder. Seit 1993 wohnt er abwechselnd in Valencia, Spanien und der Provinz San Luis, Argentinien.
Seit den 1990er-Jahren führt Gilberto Hernández mit ein paar wenigen Unterbrechungen die mexikanische Elo-Rangliste an.